# Sân bay Tshikapa
Sân bay Tshikapa (IATA: TSH, ICAO: FZUK) là một sân bay ở Tshikapa, Cộng hòa Dân chủ Congo.